# Vääräsaari (ö i Norra Österbotten)
Vääräsaari är en ö i Finland. Den ligger i Ijo älv och i kommunen Pudasjärvi i den ekonomiska regionen  Oulunkaari  och landskapet Norra Österbotten, i den centrala delen av landet, 600 km norr om huvudstaden Helsingfors. Öns area är 26,3 hektar och dess största längd är 1,2 kilometer i nord-sydlig riktning.